# Fundplatz Gubrist/Geissberg

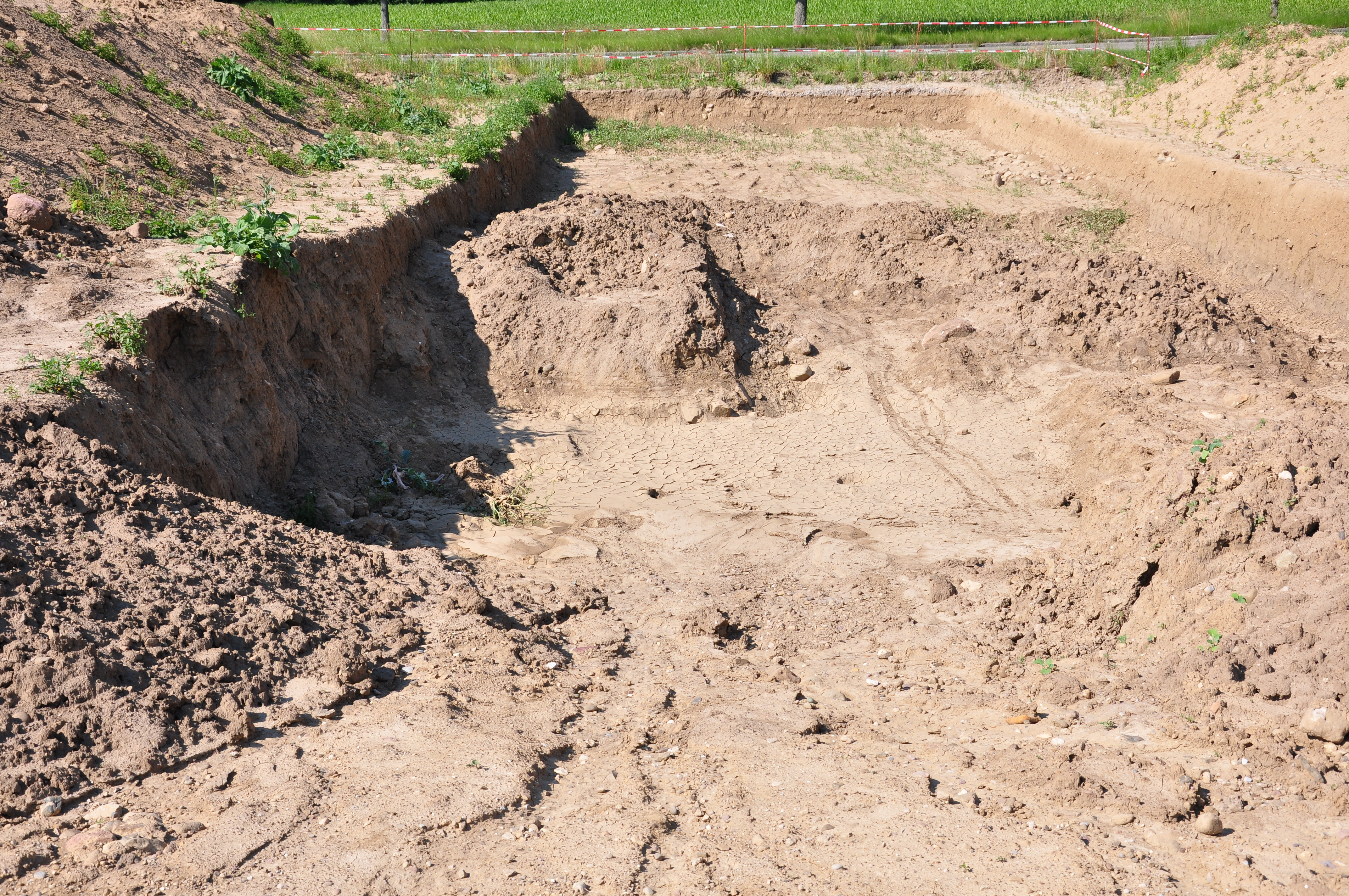
Archäologische Ausgrabungen Gubrist/Geissberg 2010

Der Fundort Gubrist/Geissberg liegt am Fuss des Nordhangs des Gubrist zwischen Regensdorf und Zürich-Affoltern (Kanton Zürich). Der Fundort ist ein Kulturgut von regionaler Bedeutung mit der Bezeichnung Gubrist / Geissberg, eisenzeitliche Gräber / römische Siedlung mit Gräbern und Strasse | mittelalterliche Strasse.
Daraus geborgen wurden Fundstücke aus verschiedenen Zeitepochen, von denen die ältesten auf das Jahr 9259 v. Chr. datiert werden konnten und aus der Mittelsteinzeit stammen. Von grosser Bedeutung sind die freigelegten Gräber und Siedlungen der helvetischen Elite aus dem Zeitraum des ersten und zweiten Jahrhunderts v. Chr.

## Zu den archäologischen Ausgrabungen
Von 2009 bis 2014 führten Archäologen grossflächige Grabungen in fünf Etappen durch und legten hierbei eine rund zwei Hektar grosse Fläche frei. Beauftragt wurden die Archäologen vom Bundesamt für Strassen ASTRA, das in Zusammenhang mit dem geplanten Bau einer dritten Tunnelröhre durch den Gubrist den Bauplatz auf vermutete Artekfakte untersuchen liess. Im Spätsommer 2014 fand die Notgrabung, bei der tausende Fundstücke aus verschiedenen Zeitepochen geborgen werden konnte, ihren Abschluss.

## Historische Ereignisse im Kontext der Funde
In der Mittel- und Jungsteinzeit durchzogen Menschen das Gebiet und um 1600 v. Chr. bauten sie am Fusse des Nordhangs des Gubrist erstmals Häuser.
Im Jahr 58 v. Chr. kam es in der Schlacht bei Bibracte (Burgund, Frankreich) zu blutigen Auseinandersetzungen zwischen Römern und Helvetiern, bei denen die Helvetier als Verlierer hervorgingen. Die Helvetier waren aus dem Gebiet der heutigen Schweiz ausgezogen, wurden als Verlierer vom römischen Feldherr Gaius Iulius Caesar in ihr Stammesgebiet zurückgeschickt. Die Helvetier mussten kapitulieren und schlossen mit den Römern Verträge ab. Zu denjenigen, die ihre Bleibe verlassen hatten, gehörte vermutlich auch der helvetische Familienstamm, der damals am Fusse des Nordhangs des Gubrist siedelte.
Das Gebiet des heutigen Kantons Zürich gelangte im Jahr 15 v. Chr. endgültig unter römische Herrschaft. Die letzten römischen kaiserlichen Truppen, so wird angenommen, wurden in den Jahren 401 und 402 abgezogen. Ab dann fielen die römischen Strassen und Bauwerke allmählich dem Zerfall zum Opfer, da sie nicht mehr unterhalten wurden.

## Fundstücke aus verschiedenen Zeitepochen

### Mittel- und Jungsteinzeit
Zu den Funden der Steinzeit gehören Geräte aus Feuerstein (Silex) und ein Steinbeil, die in der Zeit von 9259 bis 2700 v. Chr. zugeordnet werden konnten. In der ausgehenden Jungsteinzeit (um das Jahr 2200 v. Chr.) haben Menschen den Wald am Fusse des Nordhangs des Gubrist abgebrannt, gerodet und den Boden für Felder aufbereitet.

### Bronzezeit
Am Fusse des Nordhangs des Gubrist wurden um das Jahr 1600 v. Chr. die ersten Häuser erbaut. Die Archäologen fanden zudem Reste von Siedlungen, die ins 14. Jahrhundert v. Chr. und ins 12. bis 10. Jahrhundert v. Chr. datiert werden konnten. Des Weiteren bargen die Archäologen Scherben von Amphoren – grosse Transportbehälter aus Ton für den Import von Wein – und eine keltische Münze.
Ein besonderer Fund sind die Gräber und Siedlungen der helvetischen Elite aus der Zeit des 2. und 1. Jahrhunderts v. Chr., denn bis dahin waren Funde aus dieser Zeitepoche im Furttal praktisch unbekannt.

### Römerzeit
Die Funde aus der Römerzeit stammen aus dem 1. bis 3. Jahrhundert n. Chr. und zu diesen gehören unter anderem ein Teil einer römischen Hauptverkehrsachse, die durch das Furttal führte, Nebenstrassen, die Villa einer vermögenden römischen Familie und Gräber, von denen zwei reich ausgestattet waren. In einem dieser Gräber wurde eine Menge Geschirr gefunden; dieses Geschirrinventar gehört zu einem der reichsten aus der damaligen Zeit, das im Kanton Zürich gefunden wurde.

## Weitere Informationen zu den Funden

### Strassen
Zur Zeit der Römer führte eine Hauptverkehrsader durch das Furttal. Davon zeugen auch die archäologischen Funde am Fuss des Nordhangs des Gubrist. Diese Hauptverkehrsader führte von Arbor Felix (Arbon) am Bodensee über Vitodurum (Winterthur) durch das Furttal nach Aqua Helvetica (Baden) und Vindossa (Windisch). Vindossa war ein bedeutender Ort zur Zeit der Römer, da sich dort diese Hauptverkehrsader mit einer weiteren wichtigen Heerstrasse kreuzte, weshalb in Vindossa (Windisch) ein grosses befestigtes Legionslager entstand.
Im dritten Jahrhundert n. Chr. legten die Römer die Strasse weiter hangaufwärts neu an. Damals querte eine Strasse das Furttal, die von Höngg her kam und über Dielsdorf nach Zurzach führte. Um den Ort der Fundstelle Gubrist/Geissberg existierte also ein Verkehrsknotenpunkt, den später die Freiherren von Regensberg kontrollierten. Diese hatten 400 Meter nördlich der Ausgrabungsstätte im 11. Jahrhundert ihre Burg errichtet.
Gut möglich, dass dieser Verkehrsknotenpunkt bereits vor der Zeit der Römer existiert hatte und die helvetische Elite ihren Siedlungsplatz danach ausgewählt hatte.
Der Engpass zwischen dem Nordhang des Gubrist und dem Riedgebiet – Feuchtgebiet, das das obere und untere Furttal trennt – wurde mit Sicherheit bis ins 11. Jahrhundert und höchstwahrscheinlich noch länger an derselben Stelle passiert.
Über den Strassenterrassen aus der Zeit der Freiherren von Regensberg liegt ein mächtiges Paket Schotter, was auf verstärkte Erosion hinweist. Diese setzte ein, weil im Hochmittelalter grössere Waldflächen für den Landausbau gerodet wurden.

Gygerkarte von 1667

Auf der Gygerkarte aus dem Jahr 1667 ist eine Strasse zwischen Affoltern und Regensdorf eingezeichnet. Des Weiteren wurden die Reste einer rund vier Meter breiten Landstrasse beim Fundort Gubrist/Geissberg aus dem 18. Jahrhundert freigelegt, die von Zürich nach Baden führte.

### Gräber aus der Bronzezeit
Zu den Gräbern der Helvetier aus der Bronzezeit gehört der Fund von vier Erdbestattungen und acht Brandgräbern (Kremationen). Diese lassen sich in die Zeit des 2. und 1. Jahrhunderts v. Chr. zuordnen. Helvetische Gräber aus derselben Zeitepoche fand man auch in La Tène am Neuenburgersee, weshalb man auch von der Latènezeit spricht.
Im Gebiet der heutigen Schweiz wechselte um die Mitte des 2. Jahrhunderts v. Chr. die Bestattungsweise der Helvetier, die von den Bestattungsriten aus dem Mittelmeerraum beeinflusst wurden. Die Römer verbrannten ihre Toten und legten deren Asche und Knochen in Tonbehälter, die sie im Anschluss begruben.
Eines von vielen Beispielen für den Einfluss aus dem Mittelmeerraum ist eine von den Archäologen geborgene Öllampe aus Ton, die als Grabbeilage dem Toten mitgegeben wurde. Solche Lampen sind nördlich der Alpen sehr selten zu finden und weisen zudem auf römische Jenseitsvorstellungen hin.
Die hier Bestatteten gehörten aufgrund der prunkvollen Grabbeigaben, von denen einige aus dem Süden importiert wurden, zur helvetischen Elite, die Kontakte in den Süden pflegte. Allem Anschein nach konnte diese helvetische Familie ihre Stellung auch nach der Niederlage bei Bibracte behaupten und ihre bedeutende Rolle in der Region weiterhin ausüben. Ähnlich reiche Grabbeigaben fanden sich ansonsten nur noch ein Mal in der Schweiz, im freiburgischen Frasses. Zu den Grabbeilagen gehörten die Knochen zweier Pferde mitsamt Geschirr, die geopfert und im Anschluss mit dem Toten verbrannt worden waren, die Knochen von Geflügel, Wildhase und Schwein als Mahlzeit für die Toten, verbranntes und geschmolzenes Keramik- und Bronzegeschirr, wie auch Amulette zur Abwehr von Unheil, die in den früheren Gräber der Erdbestatteten gefunden wurden.